# Joe Carr
Joseph Benedict Carr (Inchicore, 22 februari 1922 - 3 juni 2004) was een Iers golfer. Hij speelde tien keer in de Walker Cup.
Hij werd Joe genoemd. Hij was na de Tweede Wereldoorlog de beste Britse amateur totdat Michael Bonallack ten tonele verscheen. 
Joe Carr had een merkwaardige swing. Zijn rechterhand was ver onder zijn linkerhand waardoor hij vaak met zijn afslag niet op de fairway kwam. Zijn herstelslagen waren echter fantastisch, zowel uit de rough als uit de bunkers, zoals bij Severiano Ballesteros ook het geval was. Op de green had hij echter geen vertrouwen. Als zijn putter hem niet zinde, nam hij regelmatig een andere club om mee te putten.
De Walker Cup speelde hij tien keer, hetgeen een record is. Daarna was hij nog een keer non-playing captain. Ook speelde hij drie keer om de Eisenhower Trophy.
In 1956 en 1958 was hij de beste amateur in het Brits Open en in 1960 eindigde hij op de 8ste plaats. 
Joe Carr heeft een paar toernooien in de Verenigde Staten gespeeld. In het US Amateur van 1961 kwam hij tot de finale. Als eerbetoon werd hij als tweede Brit ooit uitgenodigd lid te worden van Augusta.

## Gewonnen
- 1941: East of Ireland Amateur
- 1943: East of Ireland Amateur
- 1945: East of Ireland Amateur
- 1946: Irish Open Amateur, West of Ireland Amateur, East of Ireland Amateur
- 1947: West of Ireland Amateur
- 1948: West of Ireland Amateur, East of Ireland Amateur, South of Ireland Amateur
- 1950: Irish Open Amateur
- 1951: West of Ireland Amateur
- 1953: British Amateur in de finale tegen Amerikaan Harvie Ward, West of Ireland Amateur
- 1954: Irish Open Amateur, Irish Close Amateur, West of Ireland Amateur
- 1956: Irish Open Amateur, West of Ireland Amateur, East of Ireland Amateur
- 1957: Irish Close Amateur, East of Ireland Amateur
- 1958: British Amateur in de finale tegen Engelsman Alan Thirlwell, West of Ireland Amateur, East of Ireland Amateur
- 1960: British Amateur in de finale tegen Amerikaan Bob Cochran won hij met 8&7, West of Ireland Amateur, East of Ireland Amateur
- 1961: West of Ireland Amateur, East of Ireland Amateur
- 1962: West of Ireland Amateur
- 1963: Irish Close Amateur
- 1964: Irish Close Amateur, East of Ireland Amateur
- 1965: Irish Close Amateur
- 1966: West of Ireland Amateur, South of Ireland Amateur
- 1967: Irish Close Amateur
- 1969: East of Ireland Amateur, South of Ireland Amateur

## Teams
- Walker Cup: 1947, 1949, 1951, 1953, 1955, 1957, 1959, 1961, 1963, 1965 (captain) en 1967 (non-playing captain)
- Eisenhower Trophy: 3x

## Gezin
Joe Carr woonde in een huis dat uitkeek over de Sutton Golf Club bij Dublin, waar hij een deel van de baan mocht verlichten zodat hij na kantoor nog kon oefenen.
Hij had twee zonen die ook voor golf kozen. De jongst was Roderick Carr, hij speelde in de Walker Cup in 1971 toen de Amerikanen voor het eerst sinds 1938 verloren. Hij werd professional en speelde enkele jaren op de Europese Tour.
- International Standard Name Identifier: 0000 0000 4262 1121
- Library of Congress Control Number: nb2003079574
- Virtual International Authority File: 9358630
- WorldCat: E39PBJwmTBqTmwkmhkXHfjC4v3